# Henrik Palme

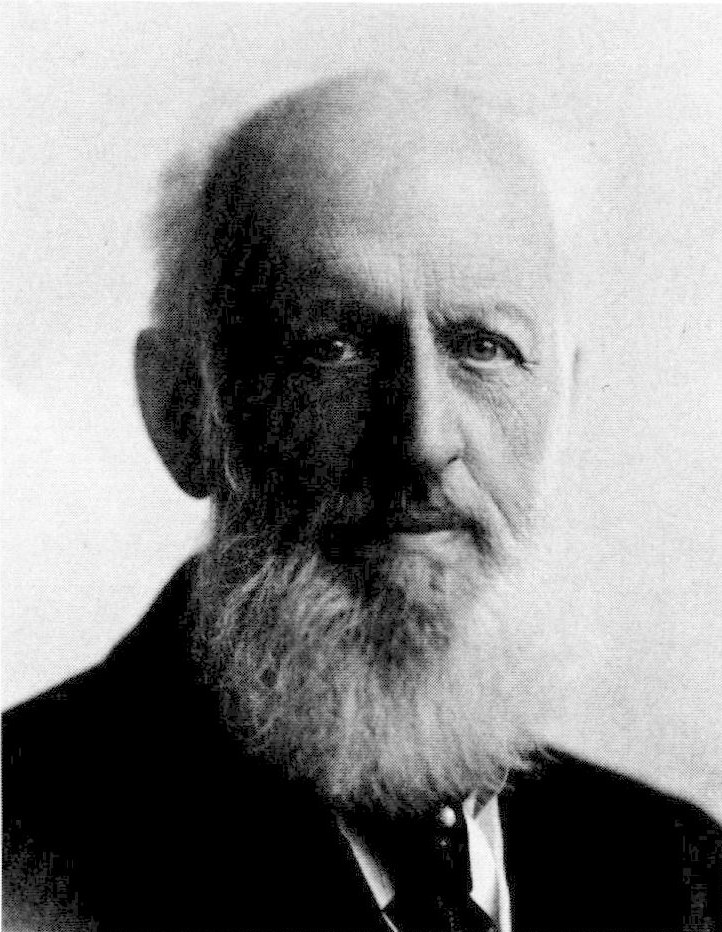
Henrik Palme (1930)

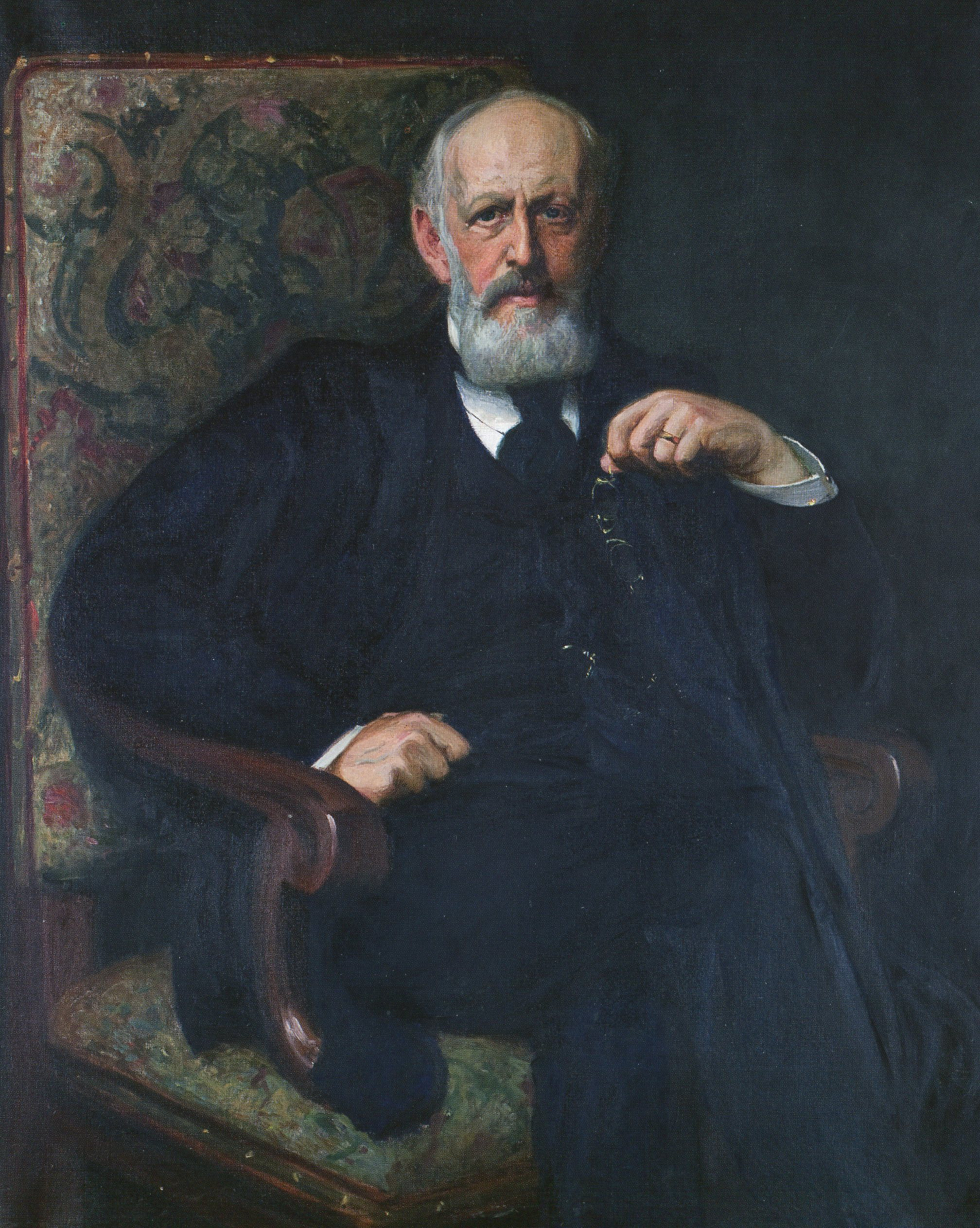
Gemälde von 1920

Johan Henrik Palme (* 16. September 1841 in Kalmar; † 9. Mai 1932 in Meran) war ein schwedischer Bankdirektor.
Palme war Gründer der bedeutenden schwedischen Hypothekenbank.
Er gründete die Centraltryckeriet, die „Zentraldruckerei“ der schwedischen Versicherungsgenossenschaften auf der Vasagatan in Stockholm.
Sein Bruder Sven Palme war Versicherungsgeneraldirektor. Henrik Palme war zudem der Großonkel von Olof Palme.